# Eugen Philippow
Eugen S. Philippow, bulgarisch Евгени Филипов (* 9. Mai 1917 in Sofia; † 2. September 1991 in Ilmenau) war ein bulgarischer Ingenieur und Hochschullehrer. Er trug maßgeblich zum Aufbau und zur Entwicklung von Lehre und Forschung des Fachgebiets Theoretische Elektrotechnik an der heutigen Technischen Universität Ilmenau bei.

## Leben
Nach dem Abitur in Sofia begann Eugen Philippow 1936 ein Studium der Elektrotechnik an der Technischen Hochschule zu Berlin, wo er nach Abschluss des Studiums von 1941 bis 1945 auch Forschungsassistent war. Mit dem Ende des Zweiten Weltkrieges kehrte er nach Sofia zurück und wurde Assistent für Funktechnik am Staatlichen Polytechnikum Sofia. Von 1948 bis 1949 war er Abteilungsleiter im Schwachstromwerk Sofia, anschließend bis 1955 Leiter und Hauptingenieur des bulgarischen Zentrallabors der elektrotechnischen Industrie, ab 1953 zusätzlich wissenschaftlicher Mitarbeiter am Forschungsinstitut für Nachrichtentechnik (MPTT).
1956 ging er an die neu gegründete Hochschule für Elektrotechnik (heute: Technische Universität Ilmenau) und wurde dort Leiter des Instituts für Allgemeine und Theoretische Elektrotechnik, was er auch nach einer Hochschulreform in der DDR 1968 als Leiter der nunmehr Wissenschaftsbereich Theoretische Elektrotechnik genannten Abteilung war. 1957 promovierte er zum Dr.-Ing. mit einer Arbeit über nichtlineare magnetische Kreise, 1972 zum Dr. sc. techn. für Arbeiten auf dem Gebiet der Nichtlinearen Elektrotechnik.
Neben seinen wissenschaftlichen Arbeiten war er auch maßgeblich an der Leitung der Hochschule beteiligt: Von 1956 bis 1964 war er Dekan der Fakultät für Mathematik, Naturwissenschaften und Technische Grundwissenschaften, danach bis 1968 Prorektor für Forschung und von 1968 bis 1975 Prorektor für Wissenschaftsentwicklung. Von Beginn seiner Tätigkeit an der Hochschule in Ilmenau bis zu seinem Lebensende war er Mitglied des Akademischen Senats der Hochschule.

## Werke
Eugen Philippow verfasste zahlreiche Schriften über die Grundlagen sowie die Theoretische Elektrotechnik. Sein Hochschullehrbuch Grundlagen der Elektrotechnik erschien erstmals 1959 und seither in zehn Auflagen. Es wird bis heute an verschiedenen Hochschulen und Universitäten als grundlegendes Lehrbuch zur Theoretischen Elektrotechnik eingesetzt. Daneben arbeitete er als Herausgeber verschiedener Kompendien zur Elektrotechnik, von denen das sechsbändige Taschenbuch Elektrotechnik, das er ab 1976 herausgab, das umfassendste und bekannteste ist. Insgesamt hat Philippow rund 30 Buchpublikationen hervorgebracht und damit sein Fachgebiet maßgeblich und nachhaltig mitgeprägt.

## Ehrungen
Eugen Philippow erhielt 1976 die Ehrendoktorwürde der Technischen Universität Wien und 1987 der Ingenieurhochschule Mittweida. Weiterhin erhielt er Goldmedaillen der Slowakischen Technischen Universität Bratislava (1979) sowie der Technischen Universität Sofia (1985).
1983 bzw. 1985 wurde er mit den Staatspreisen der DDR bzw. Bulgariens ausgezeichnet.
In Ilmenau trägt eine campusnahe Straße den Namen Prof.-Philippow-Straße.